# Ак-Булакский уезд
Ак-Булакский уезд — административно-территориальная единица Актюбинской губернии Киргизской АССР, существовавшая в 1922—1924 годах.
Ак-Булакский уезд с центром в п. Ак-Булак был образован 5 июля 1922 года из Ак-Булакского района. Включал 15 волостей:
- Акбулакская. Центр — п. Ак-Булак
- Астраханская. Центр — п. Астраханский
- Бабатаевская кочевая
- Джиренкопинская кочевая
- Илекская кочевая
- Калининская. Центр — п. Калининский
- Ново-Алексеевская. Центр — п. Ново-Алексеевский
- Петропавловская. Центр — п. Петропавловский
- Саздинская. Центр — п. Саздинский
- Тамдинская кочевая
- Томар-Уткульская кочевая
- Тузтюбинская кочевая
- Харьковская. Центр — п. Харьковский
- Хобдинская кочевая
- Яйсанская. Центр — п. Яйсан

27 июля 1922 из Уильского района в Ак-Булакский уезд были переданы 6 волостей: Беловодская (центр — п. Беловодский), Каиндинская кочевая, Карагандинская кочевая, Киило-Уильская кочевая, Ново-Надеждинская (центр — п. Ново-Надеждинский), Преображенская (центр — п. Преображенский).
В начале 1923 года к Каиндинской волости была присоединена Бабатаевская волость Темирского уезда.
26 апреля 1923 года Беловодская и Ново-Надеждинская волости были присоединены к Преображенской, Калининская и Петропавловская — к Ново-Алексеевской, Николаевская и Харьковская — к Яйсанской. Центром Илекской волости стала ст. Чашкан, Карагандинской — п. Караганда, Преображенской — п. Саздинский, Тузтюбинской — п. Томар-Уткуль. Каиндинская волость передана в Темирский уезд.
16 января 1924 года Ак-Булакский уезд был упразднён. Его территория присоединена к Актюбинскому уезду.